# Campeonato Paulista de Futebol de 1978 - Divisão Intermediária
O Campeonato Paulista de Futebol de 1978 - Divisão Intermediária foi a 32.ª edição do torneio promovida pela Federação Paulista de Futebol, e equivaleu ao segundo nível do futebol no estado de São Paulo. A Internacional de Limeira conquistou o título e o acesso para o Campeonato Paulista de Futebol de 1979.
Pela primeira vez na divisão de acesso, duas equipes foram promovidas à divisão principal. Previsto no regulamento, o Velo Clube, vice campeão, derrotou o Paulista de Jundiaí, penúltimo colocado da Divisão Especial, em melhor de 4 pontos.

## Forma de disputa
Primeira fase: Dois grupos com disputa por pontos corridos em dois turnos. Classificam-se para o "Grupo dos vencedores" os 5 mais bem colocados de cada grupo, o restante vai para a repescagem.

Segunda fase: As 10 melhores equipes formam dois grupos de 5, com os times restantes formando dois grupos de repescagem. Classificam-se para a fase final os 2 primeiros colocados dos grupos "G" e "I", e o melhor colocado dos grupos "H" e "J".

Fase final: Os 6 times finalistas disputam o título por pontos corridos em turno e returno. O campeão está automaticamente promovido, e o vice campeão disputa o acesso com o penúltimo colocado da Divisão Especial.

Rebaixamento: Os últimos colocados dos grupos da repescagem disputam a permanência na Divisão Intermediária.